# Paralomis manningi
Paralomis manningi is een tienpotigensoort uit de familie van de Lithodidae. De wetenschappelijke naam van de soort is voor het eerst geldig gepubliceerd in 2000 door Williams, Smith & Baco.